# بخش مونت کازروس
بخش مونت کازروس (به اسپانیایی: Departamento Monte Caseros) یک منطقهٔ مسکونی در آرژانتین است که در استان کورینتس واقع شده‌است. بخش مونت کازروس ۲٬۲۸۷ کیلومتر مربع مساحت و ۳۳٬۶۸۴ نفر جمعیت دارد.